# Zoran Savić (Basketballspieler)
Zoran Savić (* 18. November 1966 in Zenica) ist ein ehemaliger serbischer Basketballspieler.

## Laufbahn
Der 2,03 Meter messende Innenspieler stand in Diensten von Borac Čapljina, dann von KK Čelik, ehe er sich KK Split anschloss. Die damals unter dem Namen Jugosplastika Split antretende Mannschaft versammelte einige der damals besten jugoslawischen Spieler, Savić stieß 1989 dazu. Unter Trainer Božidar Maljković errang er mit Split an der Seite von Toni Kukoč, Velimir Perasović, Dino Rađa und Duško Ivanović 1990 den Sieg im Europapokal der Landesmeister, den die Mannschaft bereits im Vorjahr (damals noch ohne Savić) gewonnen hatte. Ebenfalls 1989/90 gewann er mit Split die jugoslawische Meisterschaft sowie den Pokalbewerb.
1991 wurde dieser dreifache Triumph mittlerweile unter Trainer Željko Pavličević wiederholt, Savić war im Endspiel des Europapokals der Landesmeister gegen den FC Barcelona (mit Splits vormaligem Trainer Maljković) mit 27 Punkten der beste Korbschütze. Savić schloss sich zur Folgespielzeit 1991/92 jenem FC Barcelona an und blieb zwei Jahre in Katalonien. In beiden Spielzeiten erzielte er in der Liga ACB im Schnitt jeweils rund 13,5 Punkte je Begegnung. Titel errang er mit Barcelona jedoch nicht.
Von 1993 bis 1995 stand er bei PAOK Thessaloniki in Griechenland unter Vertrag. 1994 gewann er mit PAOK den europäischen Vereinswettbewerb Korać-Cup. Er ging nach Spanien zurück und verstärkte 1995/96 Real Madrid. Im Vergleich zu seiner Zeit in Barcelona vermochte Savić seine Punktausbeute in der spanischen Liga noch zu steigern und brachte es für Real in 40 Einsätzen auf durchschnittlich 16,5 Punkte.
Der nächste Halt seiner Vereinslaufbahn wurde Italien. Von 1996 bis 1998 stand er bei Kinder Bologna unter Vertrag. Dort spielte er für Trainer Ettore Messina. Mit Bologna feierte er 1997 den Sieg im italienischen Pokalbewerb, 1998 folgten der Gewinn des italienischen Meistertitels, des Pokals sowie des Europapokals der Landesmeister. Im Halbfinale des europäischen Vereinsbewerbs war er gegen KK Partizan Belgrad mit 23 Punkten bester Korbschütze, im Endspiel gegen AEK Athen gelangen ihm sieben Punkte, Savić, der in Bologna hochkarätige Spieler wie den Franzosen Antoine Rigaudeau, den Slowenen Radoslav Nesterović und seinen serbischen Landsmann Predrag Danilović zu seinen Mannschaftskollegen zählte, wurde als bester Spieler des in Barcelona ausgetragenen Finalturniers ausgezeichnet.
1998/99 spielte er für Efes Pilsen Istanbul, wurde in Teilen der Saison aber verletzungsbedingt ausgebremst. 1999/2000 musste er verletzungsbedingt ganz aussetzen und ging hernach zum FC Barcelona zurück, mit dem er im Spieljahr 2000/01 spanischer Meister sowie Pokalsieger wurde, aber nur in zehn Ligapartien auf dem Feld stand. Zum Abschluss seiner Profilaufbahn stand Savić 2001/02 noch einmal in Bologna unter Vertrag, spielte ähnlich wie in Barcelona aber nicht mehr eine solch große Rolle wie während seines ersten Halts bei dem Verein.

### Nationalmannschaft
Mit Jugoslawiens Nationalmannschaft wurde Savić 1990 Weltmeister, im Endspiel gegen die Sowjetunion gelangen ihm elf Punkte. Er war bei dem WM-Turnier hinter Dražen Petrović, Toni Kukoč und Žarko Paspalj viertbester jugoslawischer Korbschütze (8,6 Punkte/Spiel). 1991 und 1995 gewann er mit der Mannschaft die Europameisterschaft. Bei den Olympischen Sommerspielen 1996 war er auf dem Weg zur Silbermedaille mit 11,6 Punkten je Begegnung zweitbester Korbschütze seiner Mannschaft, das Endspiel gegen die Vereinigten Staaten verpasste er jedoch, da er sich im Halbfinale am Fuß verletzt hatte. 1997 wurde er zum dritten Mal Europameister und kam mit 5,7 Punkten je Begegnung auf seinen Höchstwert bei seinen drei EM-Teilnahmen.

## Nach der Spielerkarriere
Savić arbeitete von 2002 bis 2005 als Manager von Fortitudo Bologna, in die Zeit fiel der Gewinn des italienischen Meistertitels 2005. Er wechselte zum FC Barcelona und übte dort bis 2008 das Amt des Sportdirektors aus. Er gründete ein Unternehmen, mit dem er Trainern und Spielern Beratungsdienste anbietet, im November 2010 erhielt er vom Weltverband FIBA die Zulassung als Spielervermittler.